# Euclimacia nigra
Euclimacia nigra är en insektsart som beskrevs av Eduard Handschin 1961. Euclimacia nigra ingår i släktet Euclimacia och familjen fångsländor. Inga underarter finns listade i Catalogue of Life.